# Sverker Göranson
Sverker Göranson (3 de mayo de 1954, Lund, Suecia) es un General sueco, actual Presidente de la Real Academia Sueca de Ciencias de la Guerra, miembro del Salón de la Fama en el Comando de Ejército de los Estados Unidos y General Staff College. Desde 2008 es Subalterno de Honor de la Guardia Real. Fue uno de los comandantes de la UNPROFOR y la IFOR en Bosnia y como comandante de las Fuerzas Armadas su país de la Operación Protector Unificado en la Guerra de Libia de 2011. También fue Comandante Supremo de las Fuerzas Armadas de Suecas desde 2009 a 2015 cuando fue sucedido por Micael Bydén.

## Biografía

### Carrera militar
De 2007 a 2009 Director del Personal Conjunto. 

De 2005 a 2007 Jefe del Personal del Ejército.

De 2003 a 2005 Asistente en Jefe para los planeamientos de Defensa.
 
De 2000 2003 a Militar & Asistente en Defensa para Estados Unidos
  
En 1995 fue Jefe de Personal del Batallón Nórdico de la UNPROFOR en Bosnia
 
De 1994 a 1995 Maestro de Tácticas del Ejército en AF Personal y Colegio de Guerra. 
 
Entre 1991 y 1993 Director Adjunto de Proyecto y Evaluaciones Tácticas del Nuevo MBT para el ejército sueco.

De 1989 a 1991 Oficial Personal, Personal para Operaciones Conjuntas.

En el período de 1987 1989 Oficial Personal, Personal del Comando Sur. 

De 1977 a 1985 Instructor de Carros de Combate. 

### Educación
En 2003 hizo un Curso de Política de Seguridad Civil / Militar en el Comando Curso Superior Nivel 1998-99. Curso Gestión de Liderazgo Directivo en 1994, luego un Curso de Oficial de Estado Mayor de la ONU en los Estados Unidos
Comando del Ejército y general Staff College en 1990. Llevó a cabo un Curso Militar de Derecho de los Conflictos Armados en 1990 y se presentó al Colegio de Defensa Nacional. Realizó el Curso Básico Personal de la FA y la Escuela de Guerra.
Realizó un Curso de Estado Mayor entre 1983 y 1984 Personal y Guerra de las Fuerzas Armadas College, posteriormente entre 1985 y 1987 un Curso Básico Academia Militar, Karlberg 1973-1975, en la universidad llevó a cabo exámenes de la ingeniería y la graduación de estudios universitarios en pedagogía, psicología y sociología.

### Condecoraciones
- Medalla Recluta de las Fuerzas Armadas.
- Medalla de Servicio Internacional.
- Medalla de Guardia Real al mérito.
- Medalla Old camaradas alianza de la cruz sueca ambulancia Corea de la memoria y el mérito.
- Medalla Finlandesa de Luchadores por la libertad.
- Legión del Mérito (Grado de Oficial) Comando del Ejército de EE. UU. y Estado Mayor General Badge.
- Orden del Curso Italiano.
- Orden CHOD al Mérito por Operaciones Internacionales.
- Medalla de las Naciones Unidas en bronce (UNPROFOR).
- La medalla de la OTAN (IFOR).
- Legión del Mérito (Grado de Comendador).
- Legión Francesa de Honor (Grado de Comendador).
- Orden Alemana de Ehrenkreuz der Bundeswehr en Oro.
- La Real Orden Noruega de Mérito (Comandante con Estrella).